# خولبن- فيتيم
خولبن- فيتيم Gulpen-Wittem  مدينة وبلدية بمقاطعة ليمبورخ، هولندا.

## طوبوغرافيا
خريطة طوبوغرافية هولندية لبلدية خولبن- فيتيم، يونيو 2015، (تقرأ بعد ثلاث نقرات على الخريطة)

## معرض صور

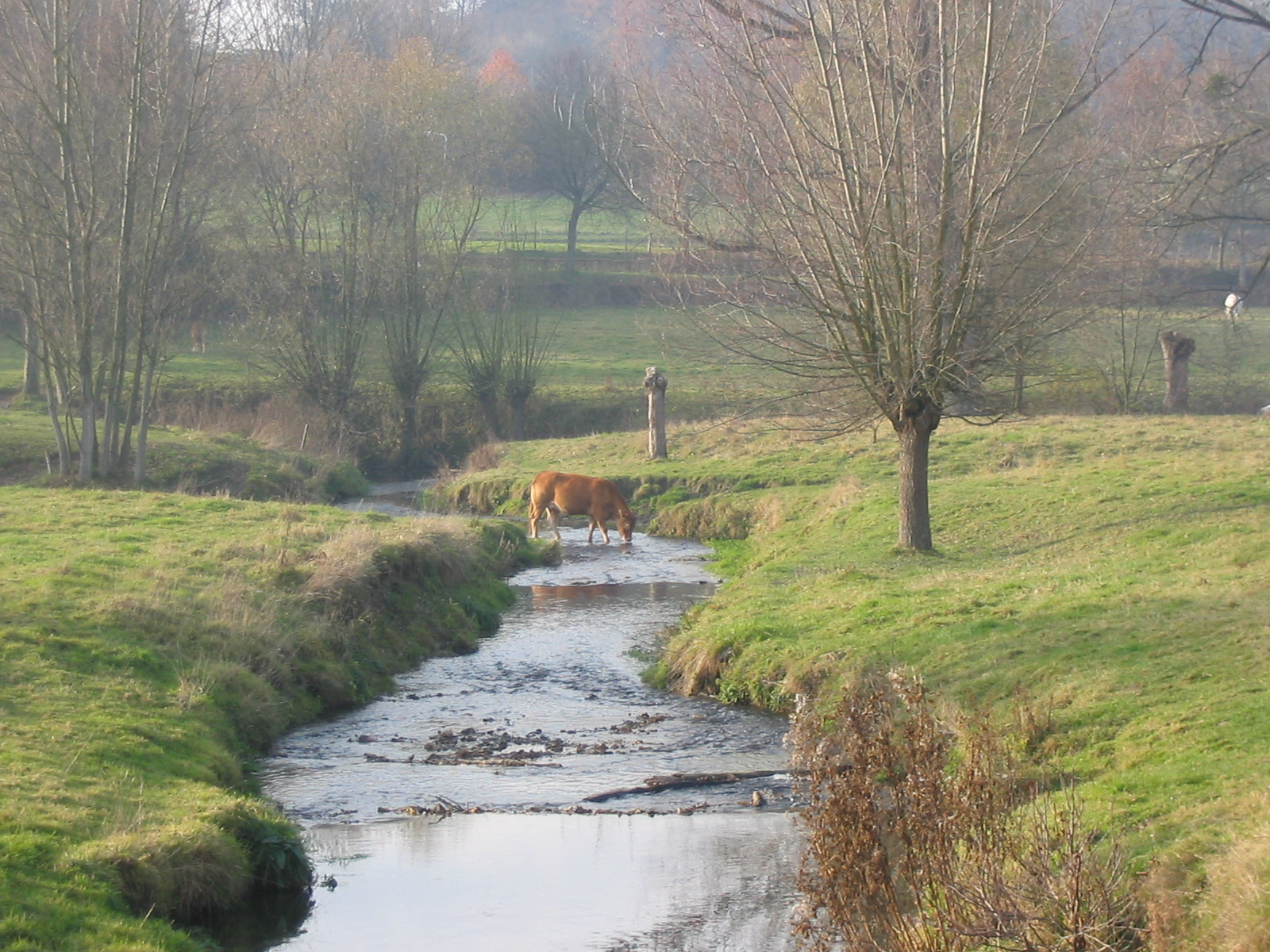
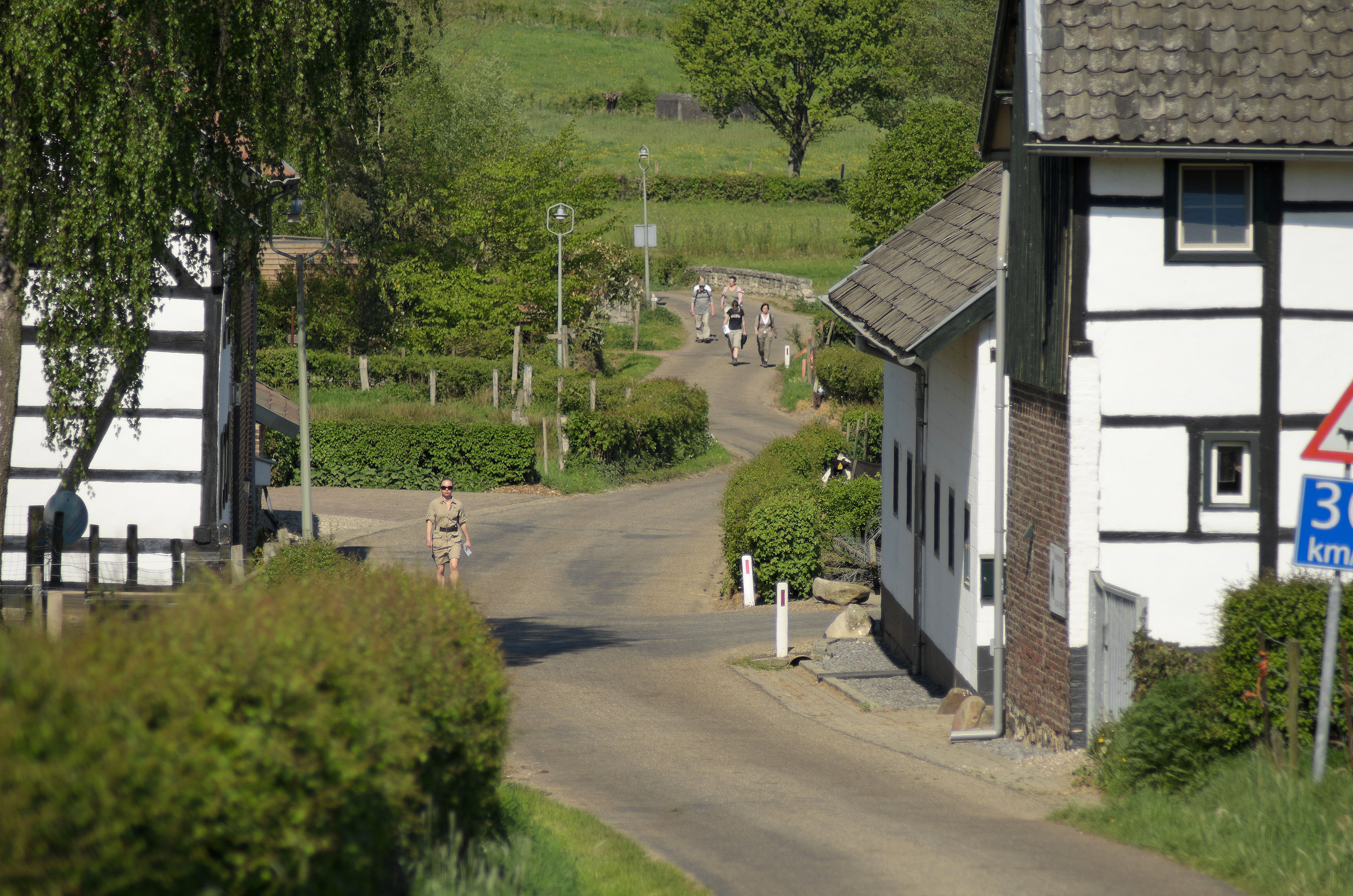
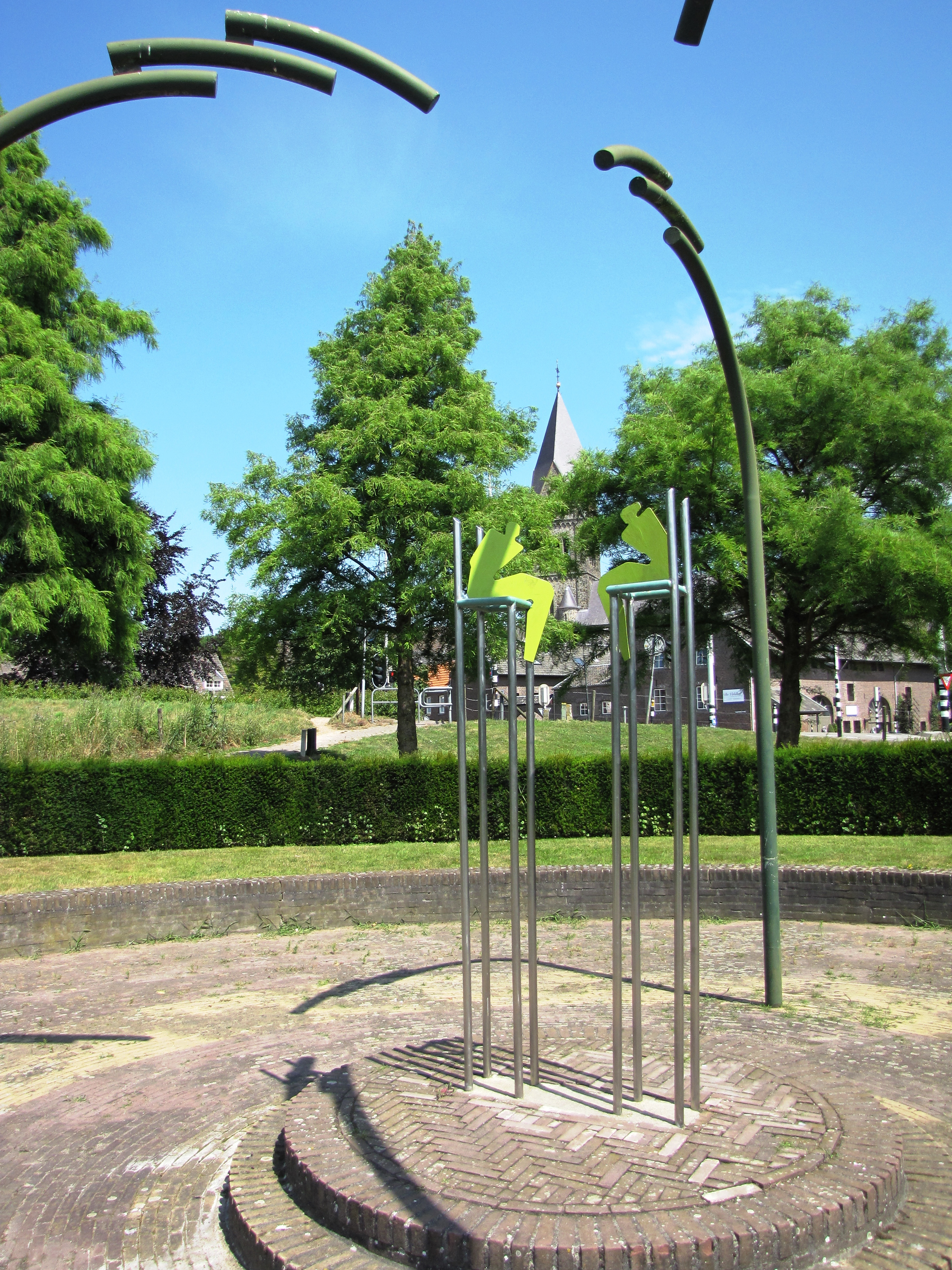
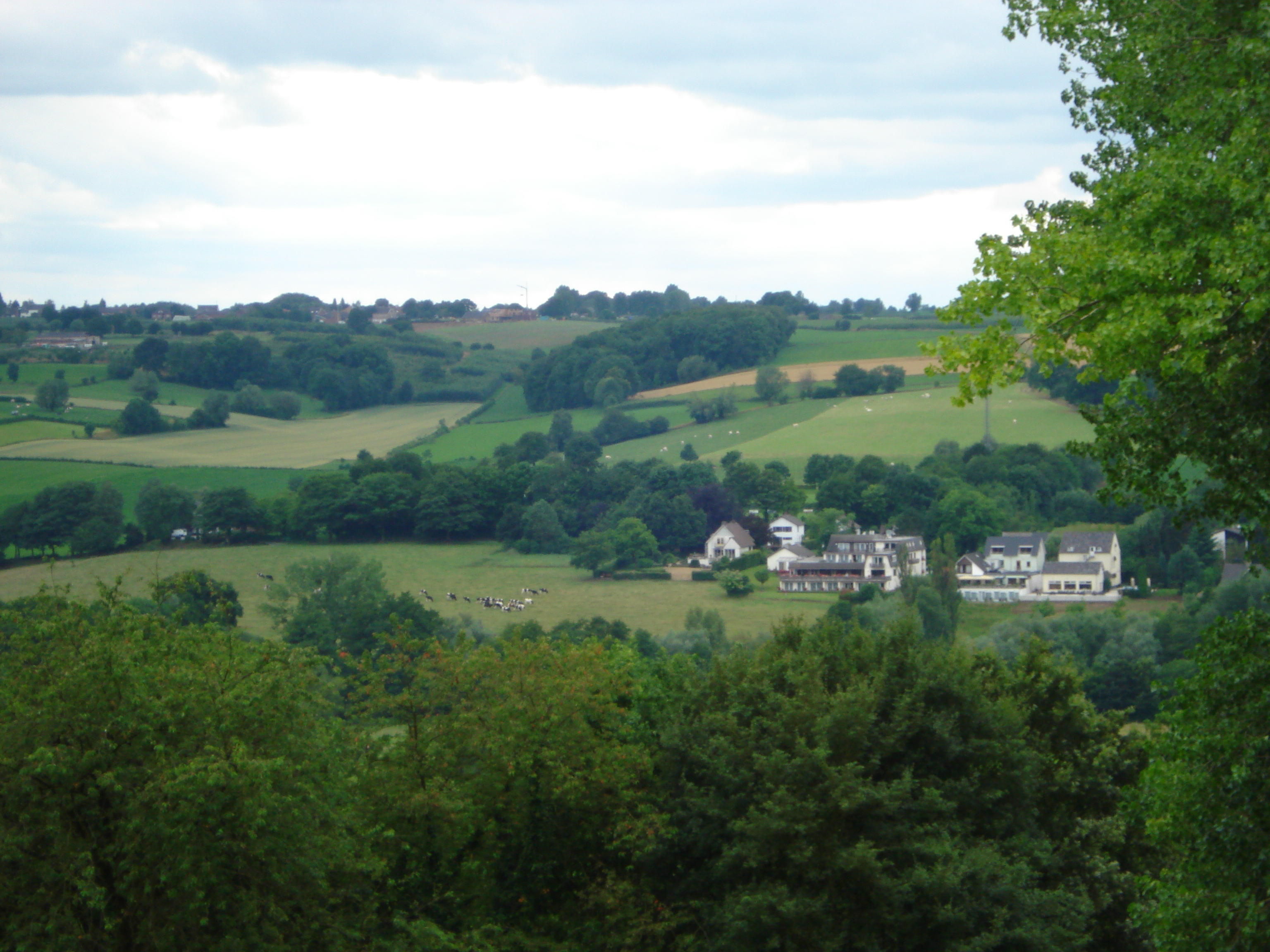